# 町野友哉
町野 友哉（まちの ともや、1997年3月16日 - ）は、岐阜県大垣市出身のアメリカンフットボール選手。Xリーグの富士通フロンティアーズに所属しつつ、カナディアン・フットボール・リーグ（CFL）のウィニペグ・ブルーボマーズに所属している。ポジションはオフェンシブライン（OL）。

## 経歴
小学1年生で野球を始めた。岐阜県立大垣北高等学校時代は一塁手を務め、2016年の夏の甲子園岐阜予選では四番打者としてチームをベスト8に導いた。現役で京都大学工学部工業化学科入学後にアメリカンフットボールを始める。2018年、大学世界選手権の日本代表に選出される。2019年、7月にXFLのトライアウトを受験し、10月にはNFLのインターナショナルコンバインに参加した。2020年に大学を卒業し、富士通フロンティアーズに入団する。
2021年4月15日、2021CFLグローバルドラフトにてCFLのウィニペグ・ブルーボマーズから2巡15位で指名を受け、入団。ただ、2021年シーズンの出場はなかった。